# Kolarstwo na Letnich Igrzyskach Olimpijskich 2008 – wyścig indywidualny na dochodzenie mężczyzn
Wyścig na dochodzenie mężczyzn podczas Letnich Igrzysk Olimpijskich 2008 rozegrany został 15–16 sierpnia na torze Laosham Welodrom.

## Terminarz
Czas w Pekinie (UTC+08:00)
| Data             | Godzina | Runda          |
| ---------------- | ------- | -------------- |
| 15 sierpnia 2008 | 16:55   | Kwalifikacje   |
| 16 sierpnia 2008 | 16:30   | Pierwsza runda |
| 16 sierpnia 2008 | 18:50   | Finały         |

## Wyniki

### Kwalifikacje
| Pozycja | Zawodnik            | Czas     | Średnia prędkość (km/h) | Uwaga |
| ------- | ------------------- | -------- | ----------------------- | ----- |
| 1.      | Bradley Wiggins     | 4:15,031 | 56,463                  | Q     |
| 2.      | Hayden Roulston     | 4:18,990 | 55,600                  | Q     |
| 3.      | Aleksiej Markow     | 4:21,498 | 55,067                  | Q     |
| 4.      | Wołodymyr Diudia    | 4:21,530 | 55,060                  | Q     |
| 5.      | Steven Burke        | 4:22,260 | 54,907                  | Q     |
| 6.      | Antonio Tauler      | 4:22,462 | 54,865                  | Q     |
| 7.      | Taylor Phinney      | 4:22,860 | 54,762                  | Q     |
| 8.      | Aleksandr Sierow    | 4:23,732 | 54,600                  | Q     |
| 9.      | Bradley McGee       | 4:26,084 | 54,118                  |       |
| 10.     | Sergi Escobar       | 4:26,102 | 54,114                  |       |
| 11.     | David O'Loughlin    | 4:26,102 | 54,114                  |       |
| 12.     | Brett Lancaster     | 4:26,139 | 54,107                  |       |
| 13.     | Jens Mouris         | 4:27,445 | 53,842                  |       |
| 14.     | Witalij Popkow      | 4:30,321 | 53,270                  |       |
| 15.     | Fabien Sanchez      | 4:33,100 | 52,727                  |       |
| 16.     | Carlos Alzate       | 4:35,154 | 52,334                  |       |
| 17.     | Aleksandr Pljuszkin | 4:35,438 | 52,280                  |       |
| 18.     | Jenning Huizenga    | 4:37,097 | 51,967                  |       |

### Pierwsza runda
W pierwszej rundzie podział na poszczególne wyścigi odbył się na podstawie kwalifikacji i odbył się według zasady:

Wyścig 1 : 4 drużyna kwalifikacji z 5 drużyną kwalifikacji

Wyścig 2 : 3 drużyna kwalifikacji z 6 drużyną kwalifikacji

Wyścig 3 : 2 drużyna kwalifikacji z 7 drużyną kwalifikacji

Wyścig 4 : 1 drużyna kwalifikacji z 8 drużyną kwalifikacji
Zwycięzcy wyścigów zgodnie z osiągniętymi czasami awansowali do wyścigów o medale (dwaj pierwsi o złoty medal dwaj pozostali o medal brązowy). Pozostałe drużyny zostały sklasyfikowane na podstawie uzyskanych czasów.
| Pozycja | Wyścig | Zawodnik         | Kraj              | Wynik    | Uwagi |
| ------- | ------ | ---------------- | ----------------- | -------- | ----- |
| 1.      | 4      | Bradley Wiggins  | Wielka Brytania   | 4:16,571 | Q     |
| 2.      | 3      | Hayden Roulston  | Nowa Zelandia     | 4:19,232 | Q     |
| 3.      | 1      | Steven Burke     | Wielka Brytania   | 4:21,558 | Q     |
| 4.      | 1      | Aleksiej Markow  | Rosja             | 4:22,308 | Q     |
| 5.      | 1      | Wołodymyr Diudia | Ukraina           | 4:22,471 |       |
| 6.      | 2      | Sergi Escobar    | Hiszpania         | 4:24,974 |       |
| 7.      | 4      | Aleksandr Sierow | Rosja             | 4:25,391 |       |
| 8.      | 3      | Taylor Phinney   | Stany Zjednoczone | 4:26,644 |       |

## Finały

### Runda medalowa
| Wyścig          | Zawodnik        | Kraj            | Czas     | Pozycja |
| --------------- | --------------- | --------------- | -------- | ------- |
| o złoty medal   | Bradley Wiggins | Wielka Brytania | 4:16,977 | złoto   |
| o złoty medal   | Hayden Roulston | Nowa Zelandia   | 4:19,611 | srebro  |
| o brązowy medal | Steven Burke    | Wielka Brytania | 4:20,947 | brąz    |
| o brązowy medal | Aleksiej Markow | Rosja           | 4:24,149 | 4.      |